# Simon av Trento
Simon av Trento, italienska San Simonino da Trento, född 1472 i Trento, död 21 mars 1475 i Trento, var en mytomspunnen ung martyr. Han vördades tidigare som helgon inom Romersk-katolska kyrkan med minnesdag 24 mars. Helgonkulten förbjöds 1965, och Simons minnesdag togs bort ur den romersk-katolska helgonkalendern.

## Biografi
Skärtorsdagen 1475 försvann den cirka två och ett halvt år gamla pojken Simon från sitt hem i Trento i norra Italien. Tre dagar senare, på påskdagen, påträffades hans döda och svårt sargade kropp i ett vattendrag i stadens utkant. Inom kort kom ortens judar att anklagas för att rituellt ha mördat Simon och använt hans blod vid bakningen av matza-bröd. De ansågs ha mördat den kristne gossen Simon utifrån sitt hat mot Kristus. Sjutton av stadens judar arresterades och bekände sig skyldiga. Femton av dem dömdes till döden och brändes på bål.
Historiker har avfärdat detta och andra judiska ritualmord som antisemitisk skrämselpropaganda.

### Fotnoter
1. ↑  Kristeller, Paul Oskar, ”The Alleged Ritual Murder of Simon of Trent (1475) and Its Literary Repercussions: A Bibliographical Study”, Proceedings of the American Academy for Jewish Research, vol. 59 (1993), ss. 103-135. ISSN 0065-6798